# Cúp bóng đá Nam Mỹ 2024 (vòng đấu loại trực tiếp)
Vòng đấu loại trực tiếp của Cúp bóng đá Nam Mỹ 2024 là giai đoạn thứ hai và là giai đoạn cuối cùng của giải đấu sau vòng bảng. Vòng đấu diễn ra từ ngày 4 đến ngày 14 tháng 7 với trận chung kết của giải đấu.

## Thể thức
Ở vòng đấu loại trực tiếp, nếu một trận đấu kết thúc với kết quả hòa sau 90 phút:
- Ở các trận tứ kết, bán kết và tranh hạng ba sẽ bước vào loạt sút luân lưu mà không cần thi đấu hiệp phụ
- Ở trận chung kết, hai đội sẽ bước vào hiệp phụ, nếu vẫn hòa, hai đội sẽ bước vào loạt sút luân lưu

## Sơ đồ thi đấu
|  | Tứ kết                    | Tứ kết                     |                                 |       | Bán kết       | Bán kết       |  |  | Chung kết | Chung kết |
|  |                           |                            |                                 |       |               |               |  |  |           |           |
|  | 4 tháng 7 - Houston, TX   |                            |                                 |       |               |               |  |  |           |           |
|  |                           |                            |                                 |       |               |               |  |  |           |           |
|  | Argentina (p)             | 1 (4)                      |                                 |       |               |               |  |  |           |           |
|  | Argentina (p)             | 1 (4)                      | 9 tháng 7 - Đông Rutherford, NJ |       |               |               |  |  |           |           |
|  | Ecuador                   | 1 (2)                      |                                 |       |               |               |  |  |           |           |
|  | Ecuador                   | 1 (2)                      | Argentina                       | 2     |               |               |  |  |           |           |
|  | 5 tháng 7 - Arlington, TX |                            | Argentina                       | 2     |               |               |  |  |           |           |
|  |                           | Canada                     | 0                               |       |               |               |  |  |           |           |
|  | Venezuela                 | Canada                     | 0                               | 1 (3) |               |               |  |  |           |           |
|  | Venezuela                 |                            | 14 tháng 7 - Miami Gardens, FL  | 1 (3) |               |               |  |  |           |           |
|  | Canada (p)                | 1 (4)                      |                                 |       |               |               |  |  |           |           |
|  | Canada (p)                | 1 (4)                      | Argentina (s.h.p.)              | 1     |               |               |  |  |           |           |
|  | 6 tháng 7 - Las Vegas, NV |                            | Argentina (s.h.p.)              | 1     |               |               |  |  |           |           |
|  |                           | Colombia                   | 0                               |       |               |               |  |  |           |           |
|  | Uruguay (p)               | Colombia                   | 0                               | 0 (4) |               |               |  |  |           |           |
|  | Uruguay (p)               | 10 tháng 7 - Charlotte, NC |                                 | 0 (4) |               |               |  |  |           |           |
|  | Brasil                    | 0 (2)                      |                                 |       |               |               |  |  |           |           |
|  | Brasil                    | 0 (2)                      | Uruguay                         | 0     |               |               |  |  |           |           |
|  | 6 tháng 7 - Glendale, AZ  |                            | Uruguay                         | 0     |               |               |  |  |           |           |
|  |                           | Colombia                   | 1                               |       | Tranh hạng ba | Tranh hạng ba |  |  |           |           |
|  | Colombia                  | Colombia                   | 1                               | 5     | Tranh hạng ba | Tranh hạng ba |  |  |           |           |
|  | Colombia                  |                            | 13 tháng 7 - Charlotte, NC      | 5     |               |               |  |  |           |           |
|  | Panama                    | 0                          |                                 |       |               |               |  |  |           |           |
|  | Panama                    | 0                          | Canada                          | 2 (3) |               |               |  |  |           |           |
|  |                           |                            |                                 |       |               |               |  |  |           |           |
|  | Uruguay (p)               | 2 (4)                      |                                 |       |               |               |  |  |           |           |
|  | Uruguay (p)               | 2 (4)                      |                                 |       |               |               |  |  |           |           |

## Tứ kết

### Argentina vs Ecuador
| Argentina                                             | 1−1      | Ecuador                              |
| ----------------------------------------------------- | -------- | ------------------------------------ |
| - Li. Martinez 35'                                    | Chi tiết | - K. Rodríguez 90+1'                 |
| Loạt sút luân lưu                                     |          |                                      |
| - Messi - Alvarez - Mac Allister - Montiel - Otamendi | 4−2      | - Mena - Minda - Yeboah - J. Caicedo |

| Argentina | Ecuador |

| TM               | 23 | Emiliano Martínez   |     |       |
| HV               | 26 | Nahuel Molina       |     | 90+5' |
| HV               | 13 | Cristian Romero     |     |       |
| HV               | 25 | Lisandro Martínez   |     | 78'   |
| HV               | 3  | Nicolás Tagliafico  | 81' |       |
| TV               | 7  | Rodrigo De Paul     |     |       |
| TV               | 20 | Alexis Mac Allister |     |       |
| TV               | 24 | Enzo Fernández      |     | 78'   |
| TV               | 15 | Nicolás González    | 77' |       |
| TĐ               | 10 | Lionel Messi (c)    |     |       |
| TĐ               | 22 | Lautaro Martínez    |     | 65'   |
| Thay người:      |    |                     |     |       |
| TĐ               | 9  | Julian Alvarez      |     | 65'   |
| TV               | 16 | Giovani Lo Celso    |     | 78'   |
| HV               | 19 | Nicolas Otamendi    |     | 78'   |
| HV               | 4  | Gonzalo Montiel     |     | 90+5' |
|                  |    |                     |     |       |
| Huấn luyện viên: |    |                     |     |       |
| Lionel Scaloni   |    |                     |     |       |

| TM               | 22 | Alexander Domínguez |     |     |
| HV               | 17 | Ángelo Preciado     |     |     |
| HV               | 2  | Félix Torres        |     |     |
| HV               | 6  | Willian Pacho       |     |     |
| HV               | 3  | Piero Hincapié      |     |     |
| TV               | 8  | Carlos Gruezo       |     | 79' |
| TV               | 21 | Alan Franco         |     | 87' |
| TV               | 10 | Kendry Páez         |     | 76' |
| TV               | 23 | Moisés Caicedo      | 75' |     |
| TV               | 16 | Jeremy Sarmiento    |     | 76' |
| TĐ               | 13 | Enner Valencia (c)  | 30' | 80' |
| Thay người:      |    |                     |     |     |
| TĐ               | 11 | Kevin Rodríguez     |     | 76' |
| TV               | 14 | Alan Minda          |     | 76' |
| TV               | 9  | John Yeboah         |     | 79' |
| TV               | 15 | Ángel Mena          |     | 80' |
| TĐ               | 19 | Jordy Caicedo       |     | 87' |
| Huấn luyện viên: |    |                     |     |     |
| Félix Sánchez    |    |                     |     |     |

| Cầu thủ xuất sắc nhất trận: Emiliano Martinez (Argentina) Trợ lý trọng tài: Nicolás Tarán (Uruguay) Martín Soppi (Uruguay) Trọng tài bàn: Gustavo Tejera (Uruguay) Trọng tài dự phòng: Pablo Llarena (Uruguay) Trợ lý trọng tài video: Leodán González (Uruguay) Trợ lý tổ trợ lý trọng tài video: Richard Trinidad (Uruguay) Cristhian Ferreyra (Uruguay) |

### Venezuela vs Canada
| Venezuela                                              | 1−1      | Canada                                                 |
| ------------------------------------------------------ | -------- | ------------------------------------------------------ |
| - Rondon 64'                                           | Chi tiết | - Shaffelburg 13'                                      |
| Loạt sút luân lưu                                      |          |                                                        |
| - Rondon - Herrera - Rincon - Savarino - Cádiz - Ángel | 3−4      | - David - Millar - Bombito - Eustáquio - Davies - Kone |

| Venezuela | Canada |

| TM               | 22 | Rafael Romo           |       |       |
| HV               | 4  | Jon Aramburu          | 90+4' |       |
| HV               | 2  | Nahuel Ferraresi      |       |       |
| HV               | 3  | Yordan Osorio         |       | 90+2' |
| HV               | 15 | Miguel Navarro        |       |       |
| TV               | 18 | Cristian Cásseres Jr. |       | 60'   |
| TV               | 25 | Eduard Bello          |       | 84'   |
| TV               | 13 | José Andrés Martínez  |       | 90+2' |
| TV               | 6  | Yangel Herrera        |       |       |
| TV               | 10 | Yeferson Soteldo      |       | 84'   |
| TĐ               | 23 | Salomón Rondón (c)    |       |       |
| Thay người:      |    |                       |       |       |
| TĐ               | 9  | Jhonder Cádiz         |       | 60'   |
| TV               | 17 | Matías Lacava         |       | 84'   |
| TV               | 7  | Jefferson Savarino    |       | 84'   |
| TV               | 8  | Tomas Rincon          |       | 90+2' |
| HV               | 20 | Wilker Ángel          |       | 90+2' |
| Huấn luyện viên: |    |                       |       |       |
| Fernando Batista |    |                       |       |       |

| TM               | 16 | Maxime Crépeau      |     |     |
| HV               | 2  | Alistair Johnston   |     |     |
| HV               | 15 | Moïse Bombito       |     |     |
| HV               | 13 | Derek Cornelius     | 50' |     |
| HV               | 19 | Alphonso Davies (c) |     |     |
| TV               | 21 | Jonathan Osorio     |     | 81' |
| TV               | 7  | Stephen Eustáquio   |     |     |
| TV               | 22 | Richie Laryea       |     | 72' |
| TV               | 10 | Jonathan David      |     |     |
| TV               | 14 | Jacob Shaffelburg   | 36' | 62' |
| TĐ               | 9  | Cyle Larin          |     | 72' |
| Thay người:      |    |                     |     |     |
| TĐ               | 23 | Liam Millar         |     | 62' |
| TĐ               | 25 | Tani Oluwaseyi      |     | 72' |
| HV               | 20 | Ali Ahmed           |     | 72' |
| TV               | 8  | Ismael Kone         |     | 81' |
| Huấn luyện viên: |    |                     |     |     |
| Jesse Marsch     |    |                     |     |     |

| Cầu thủ xuất sắc nhất trận: Jacob Shaffelburg (Canada) Trợ lý trọng tài: Bruno Pires (Brasil) Bruno Boschilia (Brasil) Trọng tài bàn: Juan Benítez (Paraguay) Trọng tài dự phòng: Milcíades Saldívar (Paraguay) Trợ lý trọng tài video: Rodolpho Toski (Brasil) Trợ lý tổ trợ lý trọng tài video: Daniel Nobre (Brasil) Pablo Gonçalves (Brasil) |

### Colombia vs Panama
| Colombia                                                                         | 5–0      | Panama |
| -------------------------------------------------------------------------------- | -------- | ------ |
| - Córdoba 8' - Rodríguez 15' (ph.đ.) - Díaz 41' - Ríos 70' - Borja 90+4' (ph.đ.) | Chi tiết |        |

| Colombia | Panama |

| TM               | 12 | Camilo Vargas          |     |     |
| HV               | 21 | Daniel Muñoz           |     | 72' |
| HV               | 23 | Davinson Sánchez       |     |     |
| HV               | 2  | Carlos Cuesta          |     |     |
| HV               | 17 | Johan Mojica           |     |     |
| TV               | 6  | Richard Ríos           |     |     |
| TV               | 15 | Mateus Uribe           | 45' |     |
| TV               | 11 | Jhon Arias             |     | 65' |
| TĐ               | 10 | James Rodríguez (c)    |     | 72' |
| TĐ               | 24 | Jhon Córdoba           |     | 79' |
| TĐ               | 7  | Luis Díaz              |     | 65' |
| Thay người:      |    |                        |     |     |
| TĐ               | 18 | Luis Sinisterra        |     | 65' |
| TV               | 8  | Jorge Carrascal        |     | 65' |
| HV               | 4  | Santiago Arias         |     | 72' |
| TV               | 20 | Juan Fernando Quintero |     | 72' |
| TĐ               | 9  | Miguel Borja           |     | 79' |
| Huấn luyện viên: |    |                        |     |     |
| Néstor Lorenzo   |    |                        |     |     |

| TM                  | 22 | Orlando Mosquera     |       |     |
| HV                  | 24 | Edgardo Fariña       | 64'   |     |
| HV                  | 3  | José Córdoba         | 90+2' |     |
| HV                  | 25 | Roderick Miller      |       | 46' |
| HV                  | 23 | Michael Amir Murillo |       |     |
| HV                  | 15 | Eric Davis (c)       |       | 82' |
| TV                  | 2  | César Blackman       |       | 46' |
| TV                  | 6  | Cristian Martínez    |       | 62' |
| TV                  | 14 | Jovani Welch         | 54'   |     |
| TV                  | 10 | Yoel Bárcenas        |       |     |
| TĐ                  | 17 | José Fajardo         |       | 85' |
| Thay người:         |    |                      |       |     |
| TĐ                  | 9  | Eduardo Guerrero     |       | 46' |
| TV                  | 16 | Carlos Harvey        |       | 46' |
| TV                  | 5  | Abdiel Ayarza        |       | 62' |
| HV                  | 18 | Omar Valencia        |       | 82' |
| TĐ                  | 11 | Ismael Díaz          |       | 85' |
| Huấn luyện viên:    |    |                      |       |     |
| Thomas Christiansen |    |                      |       |     |

| Cầu thủ xuất sắc nhất trận: James Rodríguez (Colombia) Trợ lý trọng tài: Daniele Bindoni (Ý) Alberto Tegoni (Ý) Trọng tài bàn: Kevin Ortega (Peru) Trọng tài dự phòng: Michael Orué (Peru) Trợ lý trọng tài video: Marco Di Bello (Ý) Trợ lý tổ trợ lý trọng tài video: Aleandro Di Paolo (Ý) Gery Vargas (Bolivia) |

### Uruguay vs Brasil
| Uruguay                                                   | 0–0      | Brasil                                  |
| --------------------------------------------------------- | -------- | --------------------------------------- |
|                                                           | Chi tiết |                                         |
| Loạt sút luân lưu                                         |          |                                         |
| - Valverde - Bentancur - de Arrascaeta - Giménez - Ugarte | 4–2      | - Militao - Pereira - Luiz - Martinelli |

| Uruguay | Brasil |

| TM               | 1  | Sergio Rochet          |     |     |
| HV               | 8  | Nahitan Nández         | 74' |     |
| HV               | 4  | Ronald Araújo          |     | 33' |
| HV               | 16 | Mathías Olivera        |     |     |
| HV               | 17 | Matías Viña            |     | 46' |
| TV               | 5  | Manuel Ugarte          | 51' |     |
| TV               | 15 | Federico Valverde (c)  |     |     |
| TV               | 11 | Facundo Pellistri      |     | 78' |
| TV               | 7  | Nicolás de la Cruz     | 60' | 67' |
| TV               | 20 | Maximiliano Araújo     |     |     |
| TĐ               | 19 | Darwin Núñez           |     | 78' |
| Thay người:      |    |                        |     |     |
| HV               | 2  | José María Giménez     |     | 33' |
| HV               | 3  | Sebastián Cáceres      |     | 46' |
| TV               | 6  | Rodrigo Bentancur      |     | 67' |
| TV               | 10 | Giorgian de Arrascaeta |     | 78' |
| HV               | 13 | Guillermo Varela       |     | 78' |
| Huấn luyện viên: |    |                        |     |     |
| Marcelo Bielsa   |    |                        |     |     |

| TM               | 1  | Alisson            |     |     |
| HV               | 2  | Danilo (c)         |     |     |
| HV               | 3  | Éder Militão       |     |     |
| HV               | 4  | Marquinhos         |     |     |
| HV               | 16 | Guilherme Arana    |     |     |
| TV               | 5  | Bruno Guimarães    |     | 87' |
| TV               | 15 | João Gomes         | 64' | 81' |
| TV               | 11 | Raphinha           |     | 82' |
| TV               | 8  | Lucas Paquetá      | 39' | 81' |
| TV               | 10 | Rodrygo            |     | 87' |
| TĐ               | 9  | Endrick            |     |     |
| Thay người:      |    |                    |     |     |
| TV               | 18 | Douglas Luiz       |     | 81' |
| TV               | 19 | Andreas Pereira    |     | 81' |
| TĐ               | 20 | Savio              |     | 82' |
| TĐ               | 21 | Evanilson          |     | 87' |
| TĐ               | 22 | Gabriel Martinelli |     | 87' |
| Huấn luyện viên: |    |                    |     |     |
| Dorival Júnior   |    |                    |     |     |

| Cầu thủ xuất sắc nhất trận: Sergio Rochet (Uruguay) Trợ lý trọng tài: Juan Pablo Belatti (Argentina) Cristian Navarro (Argentina) Trọng tài bàn: Iván Barton (El Salvador) Trọng tài dự phòng: Henri Pupiro (Nicaragua) Trợ lý trọng tài video: Guillermo Pacheco (México) Trợ lý tổ trợ lý trọng tài video: Erick Miranda (México) Tatiana Guzmán (Nicaragua) |

## Bán kết

### Argentina vs Canada
| Argentina                 | 2–0      | Canada |
| ------------------------- | -------- | ------ |
| - Álvarez 22' - Messi 51' | Chi tiết |        |

| Argentina | Canada |

| TM               | 23 | Emiliano Martínez   |     |     |
| HV               | 4  | Gonzalo Montiel     |     | 71' |
| HV               | 13 | Cristian Romero     |     |     |
| HV               | 25 | Lisandro Martínez   |     |     |
| HV               | 3  | Nicolás Tagliafico  |     | 64' |
| TV               | 11 | Ángel Di María      |     | 78' |
| TV               | 7  | Rodrigo De Paul     |     |     |
| TV               | 24 | Enzo Fernández      |     |     |
| TV               | 20 | Alexis Mac Allister |     | 78' |
| TĐ               | 10 | Lionel Messi (c)    |     |     |
| TĐ               | 9  | Julián Álvarez      |     | 78' |
| Thay người:      |    |                     |     |     |
| HV               | 19 | Nicolás Otamendi    |     | 64' |
| HV               | 26 | Nahuel Molina       | 88' | 71' |
| TĐ               | 22 | Lautaro Martínez    |     | 78' |
| TV               | 14 | Exequiel Palacios   |     | 78' |
| TĐ               | 15 | Nicolás González    |     | 78' |
| Huấn luyện viên: |    |                     |     |     |
| Lionel Scaloni   |    |                     |     |     |

| TM               | 16           | Maxime Crépeau      |     |     |
| HV               | 2            | Alistair Johnston   |     |     |
| HV               | 15           | Moïse Bombito       |     |     |
| HV               | 13           | Derek Cornelius     |     |     |
| HV               | 19           | Alphonso Davies (c) |     | 71' |
| TV               | 22           | Richie Laryea       |     | 55' |
| TV               | 8            | Ismaël Koné         | 79' |     |
| TV               | 7            | Stephen Eustáquio   | 63' | 72' |
| TV               | 14           | Jacob Shaffelburg   |     | 55' |
| TĐ               | 10           | Jonathan David      | 32' | 64' |
| TĐ               | 9            | Cyle Larin          |     |     |
| Thay người:      |              |                     |     |     |
| TĐ               | 23           | Liam Millar         |     | 55' |
| TV               | 20           | Ali Ahmed           |     | 55' |
| TĐ               | 25           | Tani Oluwaseyi      |     | 64' |
| TV               | 21           | Jonathan Osorio     |     | 71' |
| TV               | 24           | Mathieu Choinière   |     | 72' |
| Huấn luyện viên: |              |                     |     |     |
| Jesse Marsch     | Jesse Marsch | Jesse Marsch        | 77' |     |

| Cầu thủ xuất sắc nhất trận: Lionel Messi (Argentina) Trợ lý trọng tài: Claudio Urrutia (Chile) José Retamal (Chile) Trọng tài bàn: Cristian Garay (Chile) Trọng tài dự phòng: Juan Serrano (Chile) Trợ lý trọng tài video: Juan Lara (Chile) Trợ lý tổ trợ lý trọng tài video: Edson Cisternas (Chile) Augusto Menéndez (Chile) Rodrigo Carvajal (Peru) |

### Uruguay vs Colombia
| Uruguay | 0–1      | Colombia    |
| ------- | -------- | ----------- |
|         | Chi tiết | - Lerma 39' |

| Uruguay | Colombia |

| TM               | 1  | Sergio Rochet          |     |         |
| HV               | 3  | Sebastián Cáceres      |     |         |
| HV               | 2  | José María Giménez     | 69' |         |
| HV               | 16 | Mathías Olivera        |     | 46'     |
| TV               | 15 | Federico Valverde (c)  |     |         |
| TV               | 5  | Manuel Ugarte          |     |         |
| TV               | 11 | Facundo Pellistri      |     |         |
| TV               | 6  | Rodrigo Bentancur      |     | 34'     |
| TV               | 7  | Nicolás de la Cruz     | 25' | 90'     |
| TV               | 20 | Maximiliano Araújo     |     |         |
| TĐ               | 19 | Darwin Núñez           |     |         |
| Thay người:      |    |                        |     |         |
| HV               | 13 | Guillermo Varela       | 63' | 34' 67' |
| TV               | 10 | Giorgian de Arrascaeta |     | 46'     |
| TĐ               | 9  | Luis Suárez            |     | 67'     |
| TĐ               | 14 | Agustín Canobbio       |     | 90'     |
| Huấn luyện viên: |    |                        |     |         |
| Marcelo Bielsa   |    |                        |     |         |

| TM               | 12 | Camilo Vargas       |           |     |
| HV               | 21 | Daniel Muñoz        | 31' 45+1' |     |
| HV               | 23 | Davinson Sánchez    |           |     |
| HV               | 2  | Carlos Cuesta       | 90+7'     |     |
| HV               | 17 | Johan Mojica        |           |     |
| TV               | 6  | Richard Ríos        |           | 62' |
| TV               | 16 | Jefferson Lerma     |           |     |
| TV               | 11 | Jhon Arias          |           | 46' |
| TV               | 10 | James Rodríguez (c) | 55'       | 62' |
| TV               | 7  | Luis Díaz           |           | 86' |
| TĐ               | 24 | Jhon Córdoba        |           | 75' |
| Thay người:      |    |                     |           |     |
| HV               | 4  | Santiago Arias      |           | 46' |
| TV               | 15 | Mateus Uribe        |           | 62' |
| TV               | 5  | Kevin Castaño       |           | 62' |
| HV               | 13 | Yerry Mina          |           | 75' |
| TĐ               | 18 | Luis Sinisterra     |           | 86' |
| Huấn luyện viên: |    |                     |           |     |
| Néstor Lorenzo   |    |                     |           |     |

| Cầu thủ xuất sắc nhất trận: James Rodriguez (Colombia) Trợ lý trọng tài: Alberto Morín (México) Marco Bisguerra (México) Trọng tài bàn: Mario Escobar (Guatemala) Trọng tài dự phòng: Humberto Panjoj (Guatemala) Trợ lý trọng tài video: Carlos Orbe (Ecuador) Trợ lý tổ trợ lý trọng tài video: Cristhian Lescano (Ecuador) Joel Alarcón (Peru) Bryan Loayza (Ecuador) |

## Tranh hạng ba
| Canada                                        | 2–2      | Uruguay                                         |
| --------------------------------------------- | -------- | ----------------------------------------------- |
| - Koné 22' - David 80'                        | Chi tiết | - Bentancur 8' - Suárez 90+2'                   |
| Loạt sút luân lưu                             |          |                                                 |
| - David - Bombito - Koné - Choinière - Davies | 3–4      | - Valverde - Bentancur - de Arrascaeta - Suárez |

| Canada | Uruguay |

| TM               | 1  | Dayne St. Clair    |     |     |
| HV               | 2  | Alistair Johnston  |     | 62' |
| HV               | 3  | Luc de Fougerolles | 7'  | 46' |
| HV               | 15 | Moïse Bombito      |     |     |
| HV               | 22 | Richie Laryea (c)  |     |     |
| TV               | 24 | Mathieu Choinière  |     |     |
| TV               | 8  | Ismaël Koné        |     |     |
| TV               | 20 | Ali Ahmed          |     | 77' |
| TV               | 21 | Jonathan Osorio    | 25' | 77' |
| TV               | 14 | Jacob Shaffelburg  |     |     |
| TĐ               | 25 | Tani Oluwaseyi     | 63' | 67' |
| Thay người:      |    |                    |     |     |
| HV               | 19 | Alphonso Davies    |     | 62' |
| HV               | 13 | Derek Cornelius    |     | 67' |
| TĐ               | 10 | Jonathan David     |     | 67' |
| TĐ               | 11 | Theo Bair          |     | 77' |
| TĐ               | 23 | Liam Millar        |     | 77' |
| Huấn luyện viên: |    |                    |     |     |
| Jesse March      |    |                    |     |     |

| TM               | 1  | Sergio Rochet          |     |     |
| HV               | 8  | Nahitan Nández         |     |     |
| HV               | 2  | José María Giménez     | 69' |     |
| HV               | 3  | Sebastián Cáceres      |     | 46' |
| HV               | 17 | Matías Viña            | 26' | 66' |
| TV               | 15 | Federico Valverde (c)  |     |     |
| TV               | 5  | Manuel Ugarte          |     | 46' |
| TV               | 6  | Rodrigo Bentancur      |     |     |
| TĐ               | 11 | Facundo Pellistri      |     | 61' |
| TĐ               | 19 | Darwin Núñez           |     | 46' |
| TĐ               | 20 | Maximiliano Araújo     |     | 61' |
| Thay người:      |    |                        |     |     |
| TV               | 10 | Giorgian de Arrascaeta |     | 46' |
| TĐ               | 9  | Luis Suárez            |     | 46' |
| TĐ               | 18 | Brian Rodríguez        |     | 61' |
| TĐ               | 25 | Cristian Olivera       |     | 61' |
| HV               | 24 | Lucas Olaza            |     | 66' |
| Huấn luyện viên: |    |                        |     |     |
| Marcelo Bielsa   |    |                        |     |     |

| Cầu thủ xuất sắc nhất trận: Luis Suarez (Uruguay) Trợ lý trọng tài: Lubin Torrealba (Venezuela) Alberto Ponte (Venezuela) Trọng tài bàn: Gery Vargas (Bolivia) Trọng tài dự phòng: Bruno Boschilia (Brasil) Trợ lý trọng tài video: Derlis López (Paraguay) Trợ lý tổ trợ lý trọng tài video: Milcíades Saldívar (Paraguay) Jhon León (Colombia) Jhon Ospina (Colombia) |

## Chung kết
| Argentina           | 1–0 (s.h.p.) | Colombia |
| ------------------- | ------------ | -------- |
| - La. Martinez 112' | Chi tiết     |          |